# Zrínyi Miklós Gimnázium (Budapest)
A budapesti Zrínyi Miklós Gimnázium egy középiskola Budapest X. kerületében, Kőbányán.

## Története
A gimnázium épületét 1978-ban adták át, azonban csak 1986 őszétől működik benne önálló intézményként a Zrínyi Miklós Gimnázium, előtte, 1984–1986 között a Szent László Gimnázium kihelyezett tagozatai működtek itt. Első igazgatónak Ambrus Györgyöt nevezte ki a kerületi tanács. 1988-tól kezdve fokozatosan egyre több, és több tagozat indult, például: humán, informatika, valamint később a közbiztonsági és az idegenforgalmi. Az iskola azon kevesek egyike, akik nem a helyi önkormányzathoz tartoznak, s 1993 óta gazdaságilag teljesen független. 1999-ben indult meg az érettségi utáni szakképzés számítástechnikai szoftverüzemeltető és idegenforgalmi ügyintéző OKJ szakmákra. 2004-ben indult az angol nyelvi előkészítő tagozata, melyben a cél az emelt szintű érettségire való felkészítés. A diáklétszám 2010-ben körülbelül 530.

## Tagozatok
- általános és kommunikáció
- honvéd kadét
- közbiztonság
- angol nyelvi specializáció
- angol nyelvi tagozat

## Érdekesség
Itt forgatták 2008-ban a Kész átverés egyik részét, melyben Csonka Andrást verik át Katus Attila segítségével.